# Gunnlöð
Gunnlöð est, dans la mythologie nordique, la fille du géant Suttung. Elle est aussi la gardienne de l'hydromel poétique.

## Hommages
- L'astéroïde (657) Gunlöd, découvert en 1908, est nommé en son honneur[2].
- La Saga de Gunnlöð est un roman de l'écrivaine islandaise Svava Jakobsdóttir